# Monika Nowosadko
Ewa Monika Nowosadko (ur. 1964 w Kołobrzegu) – polska modelka, Miss Polonia 1987, III Wicemiss World 1987, I Wicemiss Europy.

## Życiorys

### Wczesne lata
Monika Nowosadko ma siostrę Anitę. Zanim wzięła udział w konkursach piękności, pracowała jako nauczycielka w Sanatorium Dziecięcym NBP w Dźwirzynie.

### Kariera
W 1987 roku wygrała eliminacje do konkursu Miss Polonia, wygrywając tytuły Miss Województwa i Miss Publiczności, a potem Miss Pomorza Zachodniego. 31 lipca zdobyła tytuł Miss Polonia, dzięki czemu reprezentowała Polskę w międzynarodowych konkursach piękności. Zdobyła tytuły III Wicemiss World 1987 oraz I Wicemiss Europy 1988.
Po udziale w konkursie Miss Polonia wzięła udział w Międzynarodowym Konkursie Modelek organizowanym w Mediolanie. W 1988 ponownie wyjechała do Włoch, gdzie podpisała kilkuletni kontrakt modelki z agencją Flash di Idea Model. Po zakończeniu kariery modelki zatrudniła się w firmie komputerowej.

## Życie prywatne
Jest zamężna z Ryszardem Woźniakiem, z którym ma córkę i dwóch synów.